# SsangYong Korando
O Korando é um utilitário esportivo médio da SsangYong.

## Galeria
- Primeira geração (1982-1996)
- Segunda geração (1996-2006)
- Terceira geração (2010-2019)
- Quarta geração (2019-presente)